# Время в Гонконге
Время в Гонконге (аббревиатура: HKT; Китайский: 香港時間; Jyutping: hoeng1 gong2 si4 gaan3) — время в Гонконге, которое отмечается в UTC+08:00 круглый год.  Гонконгская обсерватория является официальным хронометристом гонконгского времени.

## Стандарты времени
В Гонконге гонконгское время определено в Постановлении о толковании и общих положениях (глава 1) Законов Гонконга.
Статья 67(2) Постановления гласит, что:
«Гонконгское время» (香港時間) означает время, используемое для общих целей на всей территории Гонконга, а именно, 8 часов, или такой другой период, который может быть определён Законодательным советом резолюцией в соответствии с настоящим подразделом или в соответствии с разделом 16 Постановления о нефти (сохранение и контроль) (глава 264), до перехода на универсальное стандартное время.
В настоящее время время в Гонконге определено как UTC+08:00. Ссылка в разделе 67(2) на Постановление о нефти (сохранение и контроль) на самом деле является полномочием, предоставленным Законодательному совету Гонконга изменять время Гонконга в целях экономии нефти, т.е. для перехода на летнее время. Однако с 1979 года переход на летнее время не соблюдается.
Гонконгское время было впервые установлено на местное среднее время (GMT+07:36:42) 1 января 1885 года в 13:00 тогдашней Королевской обсерваторией Гонконга. В 1904 году в качестве основы для гонконгского времени было принято среднее время по Гринвичу, время было установлено на 8 часов впереди среднего времени по Гринвичу. Нынешняя система всемирного координированного времени была принята в качестве официального стандарта времени 1 января 1972 года. Тем не менее, официальное время в Гонконге по-прежнему оставалось основанным на среднем времени по Гринвичу, пока оно не было изменено на Всемирное стандартное время в 1998 году после передачи Гонконга.

## Хронометраж
С 1885 года время в Гонконге определялось астрономическими наблюдениями в Гонконгской обсерватории с использованием 6-дюймовой экваториальной монтировки и 3-дюймового транзитного круга.  Время было объявлено широкой публике, особенно морякам, путем сброса шара времени диаметром 6 футов с мачты ровно в 13:00 ежедневно перед комплексом штаб-квартиры морской полиции, где он виден из гавани Виктория. В январе 1908 года шар времени был перемещён на холм Блэкхед-Пойнт, где он имел ещё большую видимость. С развитием радиовещания и запуском Радио Гонконга в 1922 году важность шара времени уменьшилась. Выведен из эксплуатации 30 июня 1933 года.
Во время Второй мировой войны экваториальная гора и транзитное кольцо были утрачены. После войны были установлены маятниковые часы, которые регулировались радиосигналами времени из других центров хронометража. Точность синхронизации постепенно улучшалась с ежедневного инженерного допуска в несколько секунд до одной пятой секунды.
В 1966 году маятниковые часы в Королевской обсерватории Гонконга были заменены на систему синхронизации с кварцевым осциллятором. В том же году Королевская обсерватория начала транслировать время напрямую с помощью 6-точечного сигнала времени на частоте 95 МГц. Так продолжалось до 16 сентября 1989 года.
В 1980 году Королевская обсерватория приняла систему хронометража, основанную на цезиевых лучевых атомных часах. Эта система сузила инженерный допуск до менее чем 1 миллисекунды.  Стандарт частоты часов основан на первичном стандарте, используемом Японской лабораторией исследований в области связи. В 1994 году атомные часы были заменены на более новую модель
Текущее время в Гонконге можно получить на сервере сетевого времени обсерватории Архивная копия от 14.03.2014  Network Time Server Архивировано 14 марта 2014 года..

## Переход на летнее время
В 1941 году в Гонконге были приняты меры по переходу на летнее время. Тем не менее, эта практика в конечном итоге потеряла популярность и была ликвидирована после 1979 года, так как город находится в более низких широтах.